# Deneb Kaitos
Deneb Kaitos – Diphda, eller Beta Ceti (β Ceti, förkortat Beta Cet, β Cet), som är stjärnans Bayer-beteckning, är en ensam stjärna i sydvästra delen av stjärnbilden Valfisken. Den har en skenbar magnitud av 2,02, är den ljusaste stjärnan i stjärnbilden trots att dess Bayer-beteckning tyder på att den skulle vara näst starkast, och är synlig för blotta ögat. Baserat på parallaxmätningar i Hipparcos-uppdraget på 33,9 mas beräknas den befinna sig på ca 96 ljusårs (30 parsek) avstånd från solen.

## Nomenklatur
Beta Ceti har de traditionella namnen Diphda, som är arabiska för "groda", från uttrycket الثاني aḍ-ḍifda' aṯ-ṯānī "den andra grodan" (den första grodan är Fomalhaut), och Deneb Kaitos som kommer från arabiska Al Dhanab al Ḳaiṭos al Janūbīyy, som betyder “Valfiskens södra stjärt”.
År 2016 organiserade Internationella astronomiska unionen en arbetsgrupp för stjärnnamn (WGSN) med uppgift att katalogisera och standardisera riktiga namn för stjärnor. WGSN fastställde i augusti 2016 namnet Diphda för Beta Ceti, vilket nu ingår i IAU:s Catalog of Star Names.

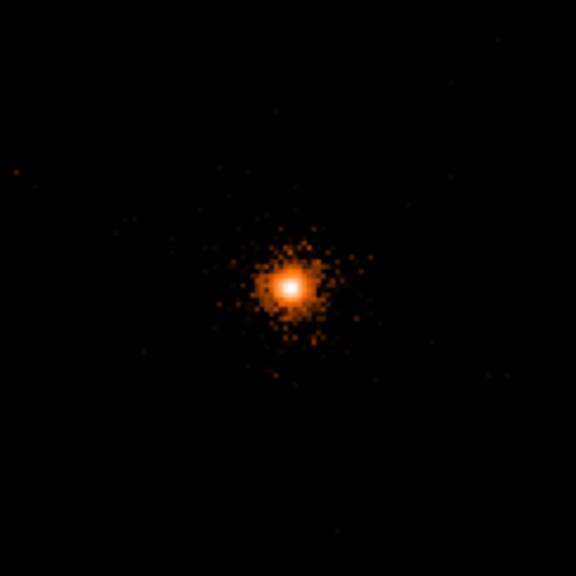
Bild av Beta Ceti tagen med Chandras röntgenteleskop.

## Egenskaper
Beta Ceti är en orange jättestjärna  av spektralklass K0 III, som håller på att utvecklas till en röd jätte. Andra källor ger en klassificering av G9.5 III som anger att den ligger vid delningslinjen som skiljer stjärnor av spektraltyp G från stjärnor av typ K. Ljusstyrkan "III" betyder att den är en jättestjärna som har förbrukat vätet i dess kärna och utvecklats bort från en huvudseriestjärna av typ A. Efter att ha passerat genom det röda jättesteget genomgick den en heliumflash och genererar energi genom termonukleär fusion av helium i dess kärna. Beta Ceti kommer att förbli i detta läge i över 100 miljoner år. Den har en massa som är ca 2,8 gånger solens massa, en radie som är ca 16,8 gånger större än solens och utsänder ca 139 gånger mera energi än solen från dess fotosfär vid en effektiv temperatur på ca 4 800 K.
Beta Ceti visar flaringaktivitet som resulterar i slumpmässiga utbrott som ökar stjärnans luminositet över intervall som varar i flera dygn. Detta är en mycket längre tid än för jämförbar flareaktivitet på solen, som vanligtvis varar i perioder av timmar. Under 2005 observerades en relativt hög röntgenstrålning av rymdobservatoriet XMM-Newton. Stjärnan avger ca 2 000 gånger högre röntgenstrålning än solen, varför stjärnan kan avbildas med Chandra X-ray Observatory.